# Stazione di Montecarotto-Castelbellino
La stazione di Montecarotto-Castelbellino è una stazione ferroviaria a servizio delle cittadine di Montecarotto e Castelbellino, ubicata lungo la linea Roma-Ancona.
La gestione dell'attività ferroviaria è gestita da Rete Ferroviaria Italiana (RFI).

## Storia
Originariamente semplice fermata denominata "Montecarotto", venne trasformata in stazione il 1º giugno 1909, con l'attivazione di un binario di raddoppio. Successivamente prese la denominazione di "Montecarotto-Castelbellino".
La notte del 29 maggio 1913 si verificò un incidente ferroviario a causa dell'errato instradamento del treno diretto n. 607 proveniente da Ancona sullo stesso binario occupato dal treno merci n. 9258 incrociante. Nell'urto rimase ferito molto gravemente un viaggiatore, mentre altri 15 rimasero contusi o feriti..

## Struttura ed impianti
Il fabbricato viaggiatori della stazione è una struttura su due livelli (di cui solo il piano terra è aperto al pubblico) in muratura.
L'architettura del fabbricato è composta da un unico corpo al cui interno sono presenti i vari servizi per i viaggiatori.
La stazione disponeva di uno scalo merci con annesso magazzino: La stazione si presentava nel 2012 con lo scalo merci smantellato ed al suo posto un parcheggio per i dipendenti di Ferrovie dello Stato, il magazzino era stato convertito a deposito. L'architettura del magazzino è molto simile a quella delle altre stazioni ferroviarie italiane.
La pianta dei fabbricati è rettangolare.
Il piazzale era composto da due binari dedicati al servizio viaggiatori. Nel dettaglio:
- Binario 1: binario di corretto tracciato per i treni direzione Roma.
- Binario 2: binario di precedenza in entrambe le direzioni.

Nel 2018, con l'attivazione del raddoppio fino a Castelplanio, la stazione è stata dotata di apparato ACC, in seguito disattivato e trasformata in fermata.
Attualmente è quindi dotata di due binari passanti, mentre gli scambi sono stati rimossi, rendendola non più atta a precedenze ed incroci. Inoltre la cabina esterna dove era alloggiato l'ACE è stata rimossa.

## Servizi
La stazione dispone di:
- Biglietteria self-service
- Sala di attesa
- Servizi igienici

## Interscambi
Nel piazzale antistante il fabbricato viaggiatori è presente una fermata autobus extraurbani.